# Малодельня
Малодельня — река в Одинцовском городском округе Московской области России, левый приток Москвы-реки. В различных источниках также фигурирует как Молодельня, Молоделна (писцовые книги XVI в.), Молоденка, Молодня, Молодильня, Молодиловка, Молодильна, Молодельна.
Длина реки составляет 16 км, площадь водосборного бассейна — 75,7 км². Берёт начало у села Андреевского. Далее течёт на юго-восток, преимущественно через леса. Вдоль реки расположены населённые пункты Иглово, Ивано-Константиновское, Хаустово, Андрианково, Спасское, Сергиево, Каринское и Устье. Устье реки находится в 293 км по левому берегу Москвы-реки, у деревни Устье.
Протекает в границах природного резервата «Хвойно-широколиственные леса водораздела рек Дубешни и Малодельни» — особо охраняемой природной территории местного значения, паспорт которой утверждён Решением Совета депутатов Одинцовского муниципального района Московской области № 18/36 от 31.07.2009.
В районе деревни Сергиево в Малодельню впадает река Рузделька.
По данным государственного водного реестра России относится к Окскому бассейновому округу. Речной бассейн — Ока, речной подбассейн — бассейны притоков Оки до впадения Мокши, водохозяйственный участок — Москва от Можайского гидроузла до города Звенигорода, без реки Рузы (от истока до Рузского гидроузла) и реки Озерны (от истока до Озернинского гидроузла).